# Серотонин
Серотони́н, 5-гидрокситриптамин, 5-НТ — один из основных нейромедиаторов. Серотонин относится к моноаминам, как и норадреналин, дофамин и гистамин. Моноамины не только поддерживают гомеостаз, но и регулируют поведение.
По химическому строению серотонин относится к биогенным аминам, классу триптаминов.
В основном серотониновая система мозга поддерживает функционирование многих областей мозга, а также тела. Мнение, что эта система является тормозящей, устарело, т. к. серотонин также поддерживает энергетический статус сенсорных и исполнительных систем. Более точно функцию серотонина можно описать как способствующую гомеостазу через противодействие нарушениям в циклах обмена веществ. Когда эти циклы имеют расстройство с избытком возбуждения, серотонин, действительно, выступает как тормозящий нейротрансмиттер, подавляя этот избыток. Однако, когда нервной системе и телу недостаточно возбуждения в сенсорных и исполнительных органах, серотонинная система использует свою тесную связь с нейропептидами гипоталамуса, и обеспечивает энергетическую поддержку этим органам.
Серотонин, как тканевый гормон, вызывает сокращение гладкой мускулатуры, расширяет либо сужает кровеносные сосуды, регулирует кишечник, участвует в формировании и регуляции различных физиологических параметров организма. Серотониновая система тесно связана с функциями, вовлекаемыми в регуляцию настроения, сна, полового и пищевого поведения.
Большая часть серотонина образуется за пределами центральной нервной системы (ЦНС), где он выступает важным нейротрансмиттером и межклеточным мессенджером, а также гормоном.
Основные источники серотонина в организме – энтерохромаффинные клетки и интрамуральные нейроны ЖКТ. При проведении разбора патогенеза аллергических заболеваний необходимо учитывать, что тучные клетки также являются источником серотонина, который освобождается из них при воспалении.
Секретируемый серотонин накапливается в тромбоцитах и освобождается при агрегации. Это определяет его участие в патогенезе заболеваний, связанных с воспалением, дизрегенерацией, с нарушением моторики и микроциркуляции.
Субстрат для синтеза серотонина – аминокислота триптофан. Концентрация аминокислоты может снижаться при ряде патологических состояний: травме, респираторном дистресс-синдроме, аутоиммунных заболеваниях.
Серотонин синтезируется через активацию двух разных триптофангидроксилаз – TpH1 и TpH2, которые найдены соответственно в эндокринных клетках и нейронах.
Эффекты серотонина могут изменяться за счёт комбинации разных типов рецепторов и их десенситизации.

## История

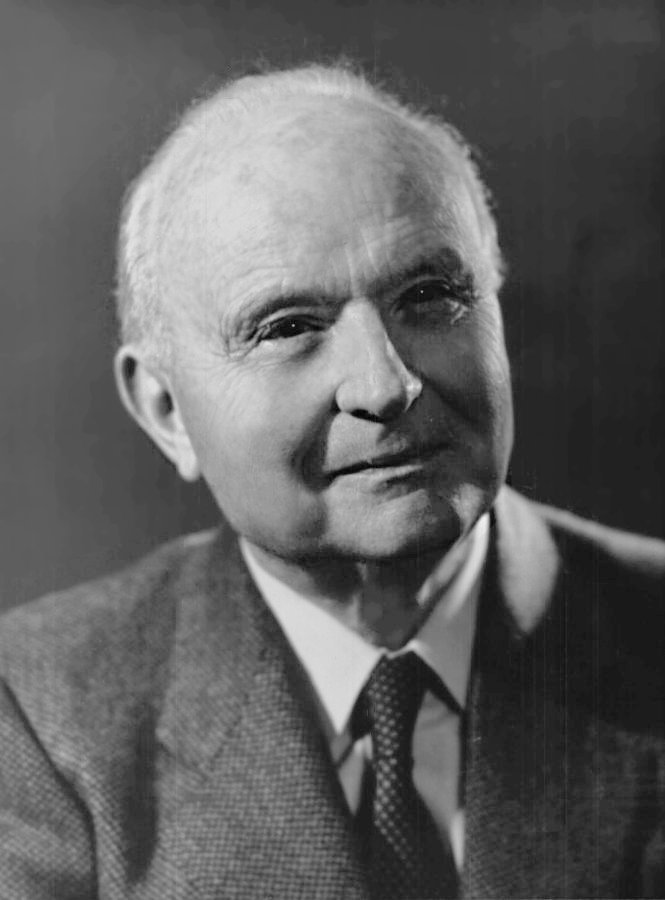
Витторио Эрспамер, открывший серотонин

В 1935 году итальянским фармакологом Витторио Эрспамером впервые было выделено вещество из слизистой желудочно-кишечного тракта, сокращающее гладкую мускулатуру. Некоторые считали, что это был всего лишь адреналин, но только через два года первооткрывателю удалось доказать, что этим веществом оказался ранее неизвестный амин. Эрспамер назвал полученное соединение «энтерамином». В 1948 году Морис Раппорт, Арда Грин и Ирвин Пейдж в Кливлендской клинике обнаружили сосудосуживающее вещество в сыворотке крови, которое назвали «серотонином». Структура данного вещества, предложенная Морисом Раппортом, в 1951 году была подтверждена химическим синтезом. В 1952 году было доказано, что энтерамин и серотонин — одно и то же вещество. В 1953 году нейрофизиологам Ирвину Пейджу и Бетти Твэрег удалось обнаружить серотонин в головном мозге.
После открытия серотонина началось изучение его рецепторов. В 1957 Джон Гаддум провёл ряд исследований, по итогам которых выяснилось, что серотониновые рецепторы неоднородны: способность серотонина сокращать гладкие мышцы блокировалась диэтиламидом Д-лизергиновой кислоты (ЛСД — мощный галлюциноген и психотропный препарат вёл себя как агонист серотонина в периферических тканях), а свойство возбуждать вегетативные нервные узлы предотвращалось морфином. Соответствующие рецепторы были названы «Д»- и «М»-серотониновыми рецепторами. В 90-х годах XX века с помощью методов молекулярной биологии удалось выяснить, что существуют, по крайней мере, 14 видов серотониновых рецепторов, которые отвечают за разнообразные функции серотонина.

## Биосинтез
Серотонин образуется из аминокислоты триптофана путём её последовательного 5-гидроксилирования ферментом 5-триптофангидроксилазой (в результате чего получается 5-гидрокситриптофан, 5-ГТ) и затем декарбоксилирования получившегося гидрокситриптофана ферментом триптофандекарбоксилазой. 5-триптофангидроксилаза синтезируется только в соме серотонинергических нейронов, гидроксилирование происходит в присутствии ионов железа и кофактора птеридина.
Фермент 5-триптофангидроксилаза использует кофактор тетрагидробиоптерин, тогда как раннее считалось, что это был витамин Д. Реакция следующая: L-Триптофан + Тетрагидробиоптерин + O2 = 5-Гидрокситриптофан + дигидробиоптерин.

## Рецепторы серотонина
Рецепторы серотонина представлены как метаботропными, так и ионотропными. Всего насчитывается от 14 до 17 типов таких рецепторов, классифицированных как 5-HT 1-7, причём 5-HT3-рецептор — ионотропный, остальные — метаботропные, семидоменные, связанные с G-белками. Установлено сходство метаботропных 5-HT рецепторов с рецепторами норадреналина.
5-HT1 тип, насчитывающий несколько подтипов: 5-HT1A, 5-HT1B, 5-HT1D, 5-HT1E, которые могут быть как пре-, так и постсинаптическими, подавляет аденилатциклазу; 5-HT4 и 5-HT7 — стимулируют; 5-HT2, насчитывающий несколько подтипов: 5-HT2А, 5-HT2B, 5-HT2C, которые могут быть только постсинаптическими, активирует инозитолтрифосфат. 5-HT5 также подавляет аденилатциклазу.
Для некоторых типов рецепторов обнаружены эндогенные лиганды, помимо серотонина. Это, например, 5HT-модулин (Leu-Ser-Ala-Leu), эндогенный лиганд 1B и 1D пресинаптических рецепторов, индуктор тревожности и стресса.
Структура серотонина имеет сходство со структурой психоактивного вещества ЛСД. ЛСД действует как агонист некоторых 5-HT рецепторов и ингибирует обратный захват серотонина, увеличивая его содержание.

## Метаболизм (анаболизм и катаболизм) серотонина

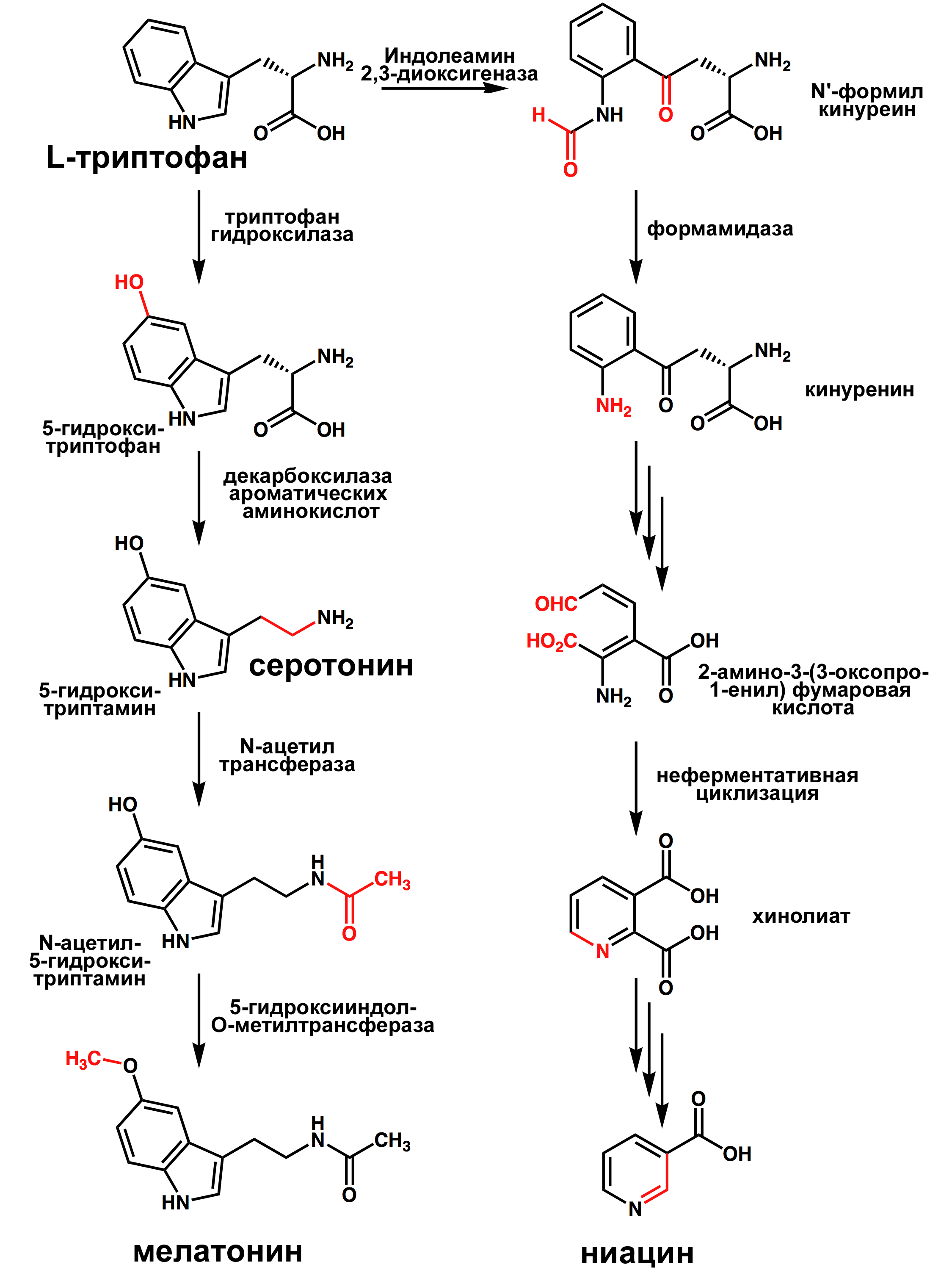
Синтез серотонина (мелатонина, ниацина) из триптофана

Под действием фермента моноаминоксидазы (МАО) серотонин превращается в 5-гидроксииндолальдегид, который, в свою очередь, может обратимо превращаться в 5-гидрокситриптофол под действием алкогольдегидрогеназы. Необратимо 5-гидроксииндолальдегид под действием ацетальдегиддегидрогеназы превращается в 5-гидроксииндолуксусную кислоту, которая затем выводится с мочой и калом.
Серотонин является предшественником мелатонина, образующегося под действием фермента эпифиза арилалкиламин-N-ацетилтрансферазы (ААНАТ) в эпифизе.
Серотонин может принимать участие в формировании эндогенных опиатов, вступая в реакцию с ацетальдегидом с образованием гармалола.

## Серотонин и норадреналин
Существует определённое сходство в строении клеточных рецепторов к серотонину и норадреналину, подобие их транспортных клеточных систем. Известно также, что норадреналин ингибирует выброс серотонина. На их связи основано действие антидепрессанта миртазапина, который, блокируя альфа-2 рецепторы норадреналина, по принципу отрицательной обратной связи повышает содержание в синаптической щели и норадреналина, и серотонина (так как его ингибирование также тормозится) до нормы.

## Участие серотонина в патогенезе стресса
Ганс Селье описал стресс и дистресс как общий адаптационный синдром, развивающийся вследствие воздействия на человека неблагоприятных факторов окружающей среды. В его понимании стресс – это «неспецифический ответ организма на любое предъявленное ему требование».
Можно сказать, что стрессоустойчивость – это способность организма противостоять воздействию стрессоров без развития неблагоприятных последствий для организма.
Дистресс развивается при длительном воздействии умеренного стрессорного фактора или кратковременном воздействии стрессора большой силы. Стресс лимитирующие системы (СЛС) активируются в ответ на воздействие стрессора.
Выделяют центральные и периферические СЛС организма.
К центральным СЛС относят ГАМК-ергическую, опиоидергическую и серотонинергическую системы.
Серотонинергическая система играет ведущую роль в ослаблении поведенческих последствий воздействия стрессоров, участвует в регуляции поведения, эмоций, аппетита, температуры тела, выполняет защитную роль, выступает химическим посредником в синапсах лимбической системы мозга.
Большой серотониновый цикл (БСЦ) – это запасы серотонина и рецепторы серотонина вне ЦНС.
Малый серотониновый цикл (МСЦ) – серотонин и рецепторы, синтезируемые в ЦНС. Участвует в регуляции микроциркуляции головного мозга и периферических тканей за счёт прямого воздействия на гладкую мускулатуру сосудов. При взаимодействии серотонина с серотонинреактивными структурами гладких мышц происходит их сокращение.
Серотонин адсорбируется тромбоцитами, которые обеспечивают его сохранность и транспортировку. Средний диаметр эритроцитов (7–7,5 мкм) превышает диаметр микроциркуляторного русла (4–5 мкм), поэтому эритроциты, проходя через капилляры, оказывают давление на их стенки или на пристеночно расположенные тромбоциты, которые перфузируются через микроциркуляторное русло непрерывно.
Из каждого тромбоцита под давлением эритроцитов идёт выдавливание «лабильного» серотонина, который реагирует с серотонинреактивными структурами гладкомышечных элементов стенки капилляра и происходит сокращение гладкомышечных элементов – спазм капилляра.
Такая пульсация капилляров обеспечивает функционирование микроциркуляторного русла, восстановление нарушенных обменных процессов в тканях и купирует гипоксию клеток.
После выделения серотонина тромбоциты вновь адсорбируют серотонин из энтерохромафинных клеток ЖКТ и уже с новой порцией серотонина перфузируются через микроциркуляторное русло.
Приток и отток крови в тканях зависит от системного и органного кровотока и регулируется сосудистой системой, функция которой зависит от функции всей гладкой мускулатуры.
Благодаря эндогенной внутренней активности миоцитов (сокращение–расслабление–сокращение) в организме поддерживается нормальный обмен веществ между кровью и тканями.
Без нормальной двигательной активности гладкой мускулатуры организм существовать не может. При нарушении одного или нескольких звеньев МСЦ в ЦНС может возникнуть относительная и/или абсолютная серотониновая недостаточность, которая будет в той или иной степени нарушать функции ЦНС.
Рецепторы серотонина находятся как в ЦНС, так и вне её. Нарушение одного или нескольких звеньев БСЦ приводит к нарушению МСЦ, и наоборот, если первичное нарушение произошло в МСЦ, то оно распространяется и на БСЦ.
Стрессоры приводят к образованию эндотоксинов. В результате, нарушается взаимодействие серотонина с серотониновыми рецепторами: происходит развитие относительной серотониновой недостаточности. Нарушается эндогенная вазомоторика, ухудшается микроциркуляция, возникает локальная и регионарная гипоксия, ухудшается обмен веществ.
Эти данные позволили учёным сформулировать новую концепцию стресса. У человека и животных стресс возникает в результате нарушения оптимального преобразования энергии в организме при воздействии на него различных факторов (стрессоров). Это приводит к появлению транзиторных изменений микроциркуляции и развитию тканевой гипоксии в различных органах, со временным снижением их функции и последующей активацией в них эндогенных адаптационных процессов, самостоятельным восстановлением микроциркуляции, нормального тканевого обмена и функции.
При стрессе повышается активность серотонинергических нейронов, что увеличивает потребление серотонина и приводит к развитию относительной серотониновой недостаточности.
Одновременно с этим компенсаторно растёт уровень триптофана в ЦНС. При дистрессе увеличивается потребление серотонина, развивается нейровоспаление и системная воспалительная реакция, при которой цитокины, минуя гематоэнцефалический барьер (ГЭБ), нарушают метаболизм триптофана, снижая его уровень. То есть при дистрессе развивается относительная и абсолютная серотониновая недостаточность в ЦНС.
Доказана иммунокорригирующая роль серотонинергической системы в ЦНС.
Анализ воздействия различных стрессоров на нейротрофические процессы в ЦНС показал нормализующее действие серотонина на репаративные процессы в ЦНС и, как следствие, улучшение психовегетативного статуса и регресс неврологического и когнитивного дефицита.
Короткое и продолжительное воздействие стрессоров снижает выброс, обратный захват и уровень внеклеточного серотонина, а также количество серотониновых рецепторов в отделах ЦНС, ответственных за регуляцию мозгового кровотока и формирование страха и тревоги.
При дистрессе ответная реакция сопровождается нарушением поведенческих адаптационных механизмов с возможным развитием тревожных психических состояний и депрессии.
Известно о синергизме и взаимном потенцировании стресслимитирующих эффектов опиоидергической и серотонинергической систем.
Участие в стресс-реакции принимают также периферические СЛС: антиоксидантная система, система простагландинов и система NO.
Нарушения СЛС при воздействии стрессоров разной интенсивности приводят к нарушениям центральной и периферической гемодинамики. При стрессе в некоторых областях головного мозга выявлены повышенная активность нейронов и увеличенный кровоток, а при дистрессе наблюдается ещё и снижение кровотока в тех же областях головного мозга. Такие нейрососудистые реакции приводят к когнитивной дисфункции и депрессии.
Изменения гемодинамики головного мозга при воздействии стрессоров обусловливают клиническую симптоматику психоэмоционального стресса и высокие риски развития цереброкардиальных катастроф.
Стрессоустойчивость – это способность противостоять воздействию эндогенных и экзогенных стрессоров без развития функциональных и органических изменений в организме.
Стрессоустойчивость поддерживается серотонинергической и опиоидергической системами, входящими в структуру СЛС, а также работой механизмов адаптации, реализующихся через взаимодействие сердечно-сосудистой системой (ССС) и вегетативной нервной системы (ВНС).
При стрессе сбалансированная работа ССС, ВНС и СЛС предупреждает развитие тканевой гипоксии, а при дистрессе из-за истощения резервов этих трёх систем наблюдается тканевая гипоксия. Это приводит к полиорганной дисфункции, а впоследствии – к полиорганной недостаточности.
Данные представления о механизме стрессоустойчивости закладывают теоретическую основу для разработки новых методик, направленных на профилактику и лечение стресса.

## Роль серотонина в физиологии и патологии желудочно-кишечного тракта
Более 60–70% населения страдает различными заболеваниями желудочно-кишечного тракта (ЖКТ) и не менее 15% из них нуждается в госпитализации.
Важную роль в этих процессах играет серотонин. У принимающих серотонин наблюдается положительная динамика при лечении болезни Крона, неспецифического язвенного колита (НЯК), синдрома раздражённого кишечника (СРК), гастроэзофагеальной рефлюксной болезни (ГЭРБ).
Установлена роль серотонина в реализации компенсаторно-приспособительных и патологических процессов при ульцерогенезе (образовании язв) в гастродуоденальной зоне.
Источником синтеза серотонина в висцеральных органах являются тучные клетки, базофилы крови, энтерохромаффинные клетки и нейроны ЖКТ.
60–90% серотонина в организме человека продуцируется в ЖКТ, а более 90% серотонина ЖКТ секретируется энтерохромаффинными клетками и откладывается в запасающие гранулы этих клеток.
Серотонин играет важную роль в регуляции моторики ЖКТ, секреции соляной кислоты, транспорте хлора в эпителии двенадцатиперстной кишки (ДПК), секреции бикарбонатов в ней. В ДПК при действии пептических факторов (кислоты, жёлчи, ферментов) отмечается увеличение продукции серотонина, обеспечивающего острый секретогенный эффект и усиление моторики.
Изучение роли серотонина в патогенезе ульцерогенеза и осложнений язвенной болезни желудка и ДПК продолжается, так как во многом анализ механизмов затруднён многофакторностью регуляции синтеза и секреции серотонина, широким спектром клеток-мишеней и многочисленными рецепторами к серотонину, сопряжённости с системой свёртывания крови и реализацией острого воспалительного ответа организма на повреждение.

## Пищевые продукты

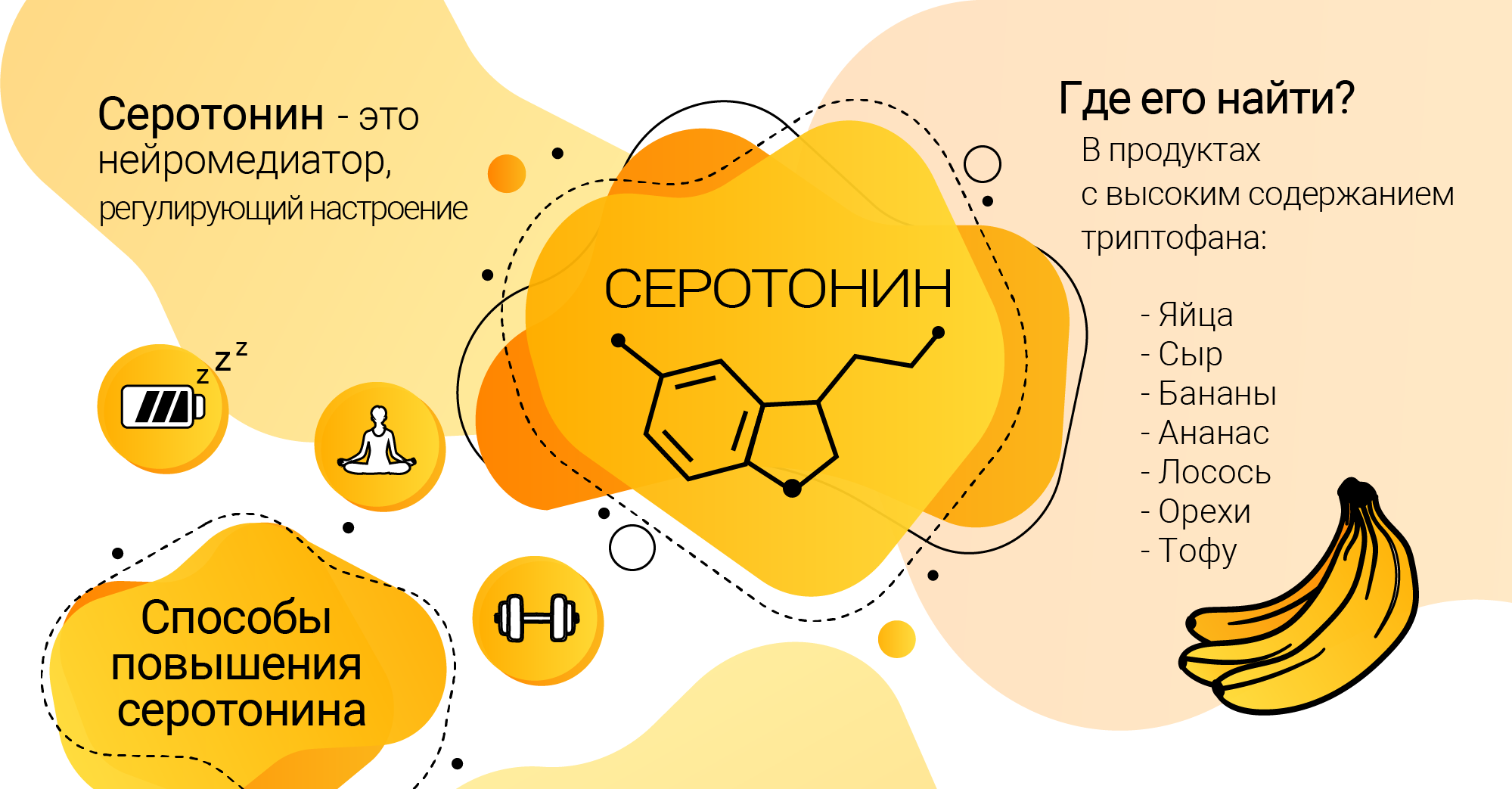
Продукты с высоким содержанием триптофана и способы повышения серотонина